# Насретдінова Розалія Хайдярівна
Насретдінова Розалія Хайдярівна (рос. Розалия Хайдяровна Насретдинова; нар. 10 лютого 1997) — російська плавчиня.
Олімпійська юнацька чемпіонка 2014 року, учасниця Ігор 2016 року.
Чемпіонка світу з плавання на короткій воді 2016 року, призерка 2014, 2018 років.
Призерка Чемпіонату Європи з водних видів спорту 2018 року.
Чемпіонка Європи з плавання на короткій воді 2013 року, призерка 2012, 2015, 2017 років.
Переможниця літньої Універсіади 2015 року.